# Michael Tauson
Michael Tauson (Copenaghen, 25 giugno 1966) è un ex tennista danese.

## Biografia

### Carriera sportiva
A livello juniores nel 1984 ha raggiunto i quarti di finale al Roland Garros e le semifinali a Wimbledon, venendo poi sconfitto in entrambe le occasioni da Boris Becker.
Da professionista è stato membro della squadra danese di Coppa Davis per sette anni; lo si ricorda soprattutto come principale artefice della vittoria sulla favoritissima Austria di Thomas Muster e Horst Skoff nel 1987.
Nel 1988 ha rappresentato il suo Paese alle Olimpiadi di Seul sia in singolo sia in doppio.
Nel 1990 ha conquistato nel ranking ATP il suo miglior piazzamento in singolare (101º).

### Vita privata
Zio della tennista Clara Tauson, dopo il ritiro è diventato commentatore televisivo dei match ATP.